# Енн Файн
Енн Файн (англ. Anne Fine) (нар. 7 грудня 1947, Лестер, Англія) — британська письменниця, авторка книжок для дітей та юнацтва, перекладених 45-ма мовами. Офіцер ордена Британської імперії (2003). Член Королівського літературного товариства (2003). Лауреатка британської літературної премії British Book Awards і володар престижної премії Guardian Award. Дворазова володарка Медалі Карнеґі (1989, 1992).

## Життєпис
Народилася в місті Лестер, Англія в родині інженера-електрика. Має чотирьох сестер. Старша сестра також стала дитячою письменницею, три молодші сестри були трійнятами.
Закінчила Університет Уорвіка, де вивчала історію та політологію. Першу книжку написала в 24 роки. Була дружиною професора філософії і математики Нью-Йоркського університету Кіта Файна. Після закінчення університету викладала в школі для дівчат. Згодом разом з чоловіком переїхала до Оксфорда, де працювала в офісі організації «Oxfam International». У 1981 році її шлюб розпався. Певний час жила в США та Канаді, потім повернулася до Великої Британії, жила і працювала в Единбурзі. Згодом оселилася у власному домі в графстві Дарем, де зараз живе і пише книжки.
Живе в цивільному шлюбі, має дві доньки.

## Нагороди
- 1989 — медаль Карнеґі за книжку «Goggle-Eyes»;
- 1990 — Guardian Children's Fiction Prize за «Goggle-Eyes»;
- 1991 — лауреат британської літературної премії British Book Awards;
- 1992 — медаль Карнеґі за книжку «Борошняні немовлята» (Flour Babies);
- 1993 — Вайтбредська премія за книжку «Борошняні немовлята» (Flour Babies);
- 1994 — лауреат британської літературної премії British Book Awards;
- 1996 — Вайтбредська премія за книжку «The Tulip Touch».

## Українські переклади
- Борошняні немовлята [Текст] / Енн Файн ; пер. з англ. Тетяни Савчинської ; худ. оформлення Анастасії Стефурак. — Львів : Видавництво Старого Лева, 2016. — 176 с. — (Серія «Класні історії»). — ISBN 978-617-679-271-0.
- Позаду льодовні [Текст] / Енн Файн ; пер. з англ. Тетяни Савчинської. — Львів : Видавництво Старого Лева, 2016. — 128 с. — ISBN 978-617-679-343-4.

## Екранізації
У 1993 році вийшла комедійна стрічка Кріса Коламбуса «Місис Даутфайр» з Робіном Вільямсом у головній ролі, знята за однойменним романом Енн Файн. Фільм був адаптований до театральної сцени та поставлений як мюзикл на Бродвеї.

## Цікаві факти
- Видання «Борошняних немовлят» «Видавництва Старого Лева» в перекладі Тетяни Савчинської та художньому оформленні Анастасії Стефурак припало до душі письменниці, і вона написала до видавництва листа з подякою[8].